# Kagna Malam Gadja
Kagna Malam Gadja (auch: Kagna, Kagna Malam Gaja, Kangna Mallan Gaja, Kania, Kanya Malam Gajia) ist ein Dorf im Arrondissement Zinder IV der Stadt Zinder in Niger.

## Geographie
Das von einem traditionellen Ortsvorsteher (chef traditionnel) geleitete Dorf befindet sich südlich des Stadtzentrums im ländlichen Gemeindegebiet von Zinder, der Hauptstadt der gleichnamigen Region Zinder. Es schließt an das bebaute Gebiet des urbanen Zentrums an. Zu den Nachbarorten von Kagna Malam Gadja zählen Kangna Maï Roua im Nordwesten und Kachéni im Südosten.
Wie im gesamten Gemeindegebiet von Zinder herrscht das Klima der Sahelzone vor, mit einer durchschnittlichen jährlichen Niederschlagsmenge zwischen 300 und 400 mm.

## Geschichte
Der staatliche Stromversorger NIGELEC elektrifizierte das Dorf ab 2012. Der damalige Energieminister Foumakoye Gado weihte 2013 die Elektrifizierung von Kagna Malam Gadja und sechs weiteren ländlichen Siedlungen in der Region ein.

## Bevölkerung
Bei der Volkszählung 2012 hatte Kagna Malam Gadja 2792 Einwohner, die in 425 Haushalten lebten. Bei der Volkszählung 2001 betrug die Einwohnerzahl 2208 in 377 Haushalten und bei der Volkszählung 1988 belief sich die Einwohnerzahl auf 2461 in 397 Haushalten.

## Wirtschaft und Infrastruktur
Der CEG Kagna Malam Gadja ist eine Schule der Sekundarstufe des Typs Collège d’Enseignement Général. Im Dorf ist eine Pfadfindergruppe des nationalen Verbands Association des scouts du Niger aktiv. Bei Kagna Malam Gadja verläuft die 12,9 Kilometer lange Route 759, eine einfache Landstraße zwischen der Nationalstraße 1 und der Nationalstraße 11.